# Michel Carola
Michel Carola (Perpinyà, 14 de febrer del 1896 - Flossenbürg o Buchenwald, 20 d'abril del 1945) va ser un ferroviari membre de la Resistència durant la Segona Guerra Mundial, mort al camp de concentració.

## Biografia
Va ser ferroviari a la Compagnie du Midi, i romangué en aquesta capacitat quan el 1934, la Midi es fusionà amb la París-Orleans i es convertí en "PO-Midi". Finalment, aquesta fou una de les companyies que originaren el 1938 la SNCF, on romangué sempre en Carola.
A partir de finals dels anys 20 milità en els rengles de la secció perpinyanenca de la socialista SFIO. Fou candidat a l'ajuntament de la ciutat en la llista de Joan Payrà del 1929, però només aquest darrer obtingué un lloc al consell municipal. Cinc anys més tard, el 1934, Michel Carola va ser escollit per al consell municipal del cantó de Perpinyà-Est. Es presentà novament a les eleccions municipals del maig del 1935 i aquesta vegada sortí elegit amb tots els seus companys de llista. Dimití de la seva regidoria el 1938.
Al partit, va ser secretari de la secció socialista de la SFIO de Perpinyà des de l'abril del 1935, quan substituí Georges Pézières en el càrrec, i fins al maig del mateix any quan el reemplaçà Jean-François Charvet. El 1939 era delegat a la Caixa de Previsió de la SNCF; militant actiu de la secció ferroviària de la CGT de Perpinyà, era delegat titular del sindicat al comitè general de la Borsa de Treball de Perpinyà.
A la Segona Guerra mundial es feu membre de la Resistència, com molts altres militants socialistes. Col·laborà amb Combat i fou un dels organitzadors de Libération a la capital del Rosselló, a més de responsable local de la xarxa "Rail". Durant un temps estigué en contacte amb un petit grup de Lió, el "France-Liberté", i així conegué el responsable nord-català del grup, François Paulain. Amb els segells robats a la Prefectura de Perpinyà per aquest, a partir del setembre del 1941 es dedicà a falsificar carnets d'identitat pels militants en clandestinitat. Gràcies a la cobertura que li donava ser de factor de l'estació de Perpinyà, també tenia cura de la recepció dels butlletins Libération i Combat, clandestins, que rebia en grups de cinc i sis paquets, i que traslladava als magatzems de la STIR (Société Internationale des Transports Routiers) del quai Vauban perquè fossin subdistribuïts arreu del departament. Al 22 de maig del 1943 va ser detingut en el marc d'una gran operació que la Gestapo llançà contra els militants catalans de la Resistència (en l'ocasió també foren arrestats Gilbert Brutus, Bryce Bonnery i Joseph Pal, entre d'altres). Després de passar un temps empresonat a la ciutadella de Perpinyà, va ser alliberat el 8 de setembre. Continuà la lluita clandestina a Tolosa de Llenguadoc, fins a ser novament detingut, el 2 de març del 1944. Deportat a finals d'abril, fou registrat com a presoner 185223 a Auschwitz el 30 del mateix mes. Morí al camp de Buchenwald -segons algunes versions- o a Flossenburg -segons altres-, a les vigílies de l'alliberament dels camps de concentració.
Té carrers dedicats a Perpinyà, Cabestany, Canet, Portvendres i el Soler.